# Gerd Weber
Gerd Weber (Dresden, 31 de maio de 1956) é um ex-futebolista profissional alemão que atuava como defensor, campeão olímpico.

## Títulos
Alemanha Oriental
- Jogos Olímpicos: 1976

## Ligações Externas
- Perfil na Sports Reference